# Kanton Mûr-de-Bretagne
Kanton Mûr-de-Bretagne (fr. Canton de Mûr-de-Bretagne) je francouzský kanton v departementu Côtes-d'Armor v regionu Bretaň. Tvoří ho pět obcí.

## Obce kantonu
- Caurel
- Mûr-de-Bretagne
- Saint-Connec
- Saint-Gilles-Vieux-Marché
- Saint-Guen